# II. Demeter moldvai fejedelem

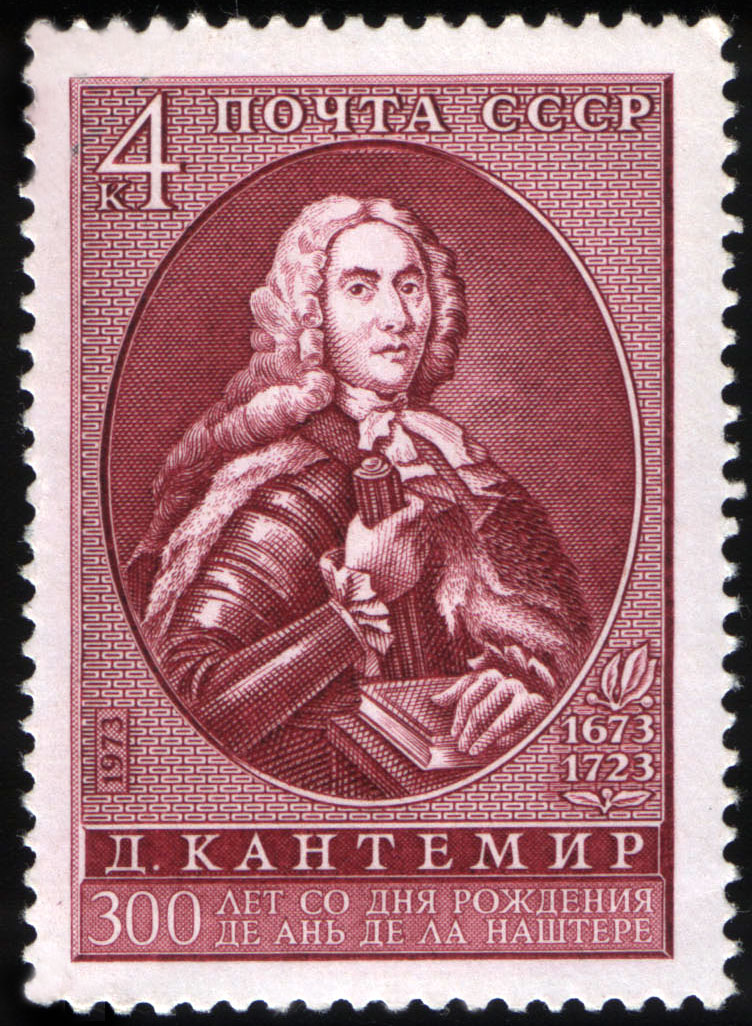
Szovjetunió postabélyeg, Dimitrie Cantemir, 1973 (Michel 4175, Scott 4132)

II. Demeter vagy Dimitrie Cantemir (1673. október 26. – 1723. augusztus 21.), Moldva fejedelme, román író, filozófus, földrajztudós, történész, nyelvész, politikus.

## Élete
Constantin Cantemir fejedelem és Ana Bantaș fia. Családja budzsáki tatár származású. Silișteni-ben született (Huși-tól délre). 15 éves korában túszként került Konstantinápolyba, az apja hűségét biztosítandó a porta iránt. Itt tanulta meg a török, arab, perzsa, francia, német és olasz nyelvet.
Apja halála után, 1693-ban Moldva fejedelmévé választották, de a porta nem ismerte el. 1695-től Antioh nevű bátyja lett az uralkodó, őt képviselte Konstantinápolyban. Feleségül vette Șerban Cantacuzino lányát, Casandrát, akitől több gyermeke született, köztük a jövendő orosz költő és diplomata Antyioh Dmitrijevics Kantyemir (1709–1744).
1710-ben a törökök – bizalmuk jeléül – trónra emelték, de az új uralkodó 1711-ben titkos egyezséget között Nagy Péterrel a török alóli felszabadulás reményében, és csatlakozott Nagy Péter törökellenes hadjáratához. 1711 júliusában, a stănilești-i csatában aratott török győzelem után nem tudott visszatérni Moldvába, így Oroszországba emigrált. Harkovban élt 1713-ig, azután Moszkvába és Szentpétervárra ment, ahol Nagy Péter sok kitüntetésben részesítette, gazdag birtokokat adott neki Ukrajnában, legidősebb fiát, Șerbant pedig a cári gárdába vette föl. 1714-ben a berlini akadémia tagjának választotta. 1715–1718-ig a cárt kísérte európai útján, ezután nőül vette Trubeckoj herceg leányát, és a cár belső titkos tanácsosává nevezte ki. 1722-ben elkísérte a cárt a Kaukázus meghódítására indított hadjáratában, ahol az uralkodó keleti szakértőjeként az volt a feladata, hogy arab, perzsa és török nyelvű kiáltványokat fogalmazzon a helyi lakosságnak. Cukorbetegsége miatt Cantemir visszatért dmitrovkai birtokára és ott is halt meg. Csontjait 1935-ben visszavitték Romániába.
Neveltetése folytán jártas volt a bizánci és iszlám kultúrában. Ő a feltalálója a török zene egyik lejegyzési módjának, amit a törökök róla neveztek el.
Dimitrie Cantemir irodalmi tevékenységének jelentős magyar vonatkozásai is vannak, a tudós fejedelem Moldva leírása (Descriptio Moldaviae) címmel a 18. század legelején alkotott műve révén. E könyv több szempontból is kiemelkedő jelentőséggel bír. Egyrészt a tudós szerző – aki törökül, perzsául, arabul, görögül, latinul, olaszul, oroszul és „moldvai”, vagyis román nyelven is beszélt – munkája igazi tudományos alapossággal megírt könyv, melynek szerzője mindenkor törekedett állításai logikus érvekkel való alátámasztására. Másrészt rendkívüli jelentőséggel bír, hogy maga egy moldvai fejedelem több helyütt is megemlékezik az országában lakó magyar ajkú népességről; s teszi mindezt jóval a madéfalvi veszedelem (1764) kiváltotta nagy kirajzás előtt. Így könyvének utalásai közvetlen bizonyítékai az ezt megelőzően a területen élő magyar ajkú katolikus népesség fontos szerepére:
„Tiszta moldvai paraszt nem létezik, akiket találunk, vagy orosz, vagy erdélyi, vagy amint nálunk mondani szokták, magyar származásúak.”
"Azok, akiket Lengyelországból hoztak Moldva közepére, hosszú idő múltán elfeledték hazájuk nyelvét, és a moldvait sajátították el, akik pedig Lengyelhon határainál laknak, ma is a lengyel és az ukrán nyelvet beszélik. A magyarok, akik a római vallást követik, ehhez és az ősi nyelvükhöz ragaszkodóbbnak bizonyultak, de mindnyájan ismerik a moldvai nyelvet is.”
„A sort Bákó vidéke zárja le, amelynek egyetlenegy udvarbíró az elöljárója: ez Bákóban, a Beszterce szigetén fekvő s gazdag alma-, valamint más gyümölcsterméséről híres mezővárosban székel. E mellett még a nyugati egyházhoz tartozó püspökük is van, aki bákóinak címeztetik. A hegyaljai kerületekben ugyanis szép számmal vannak magukat mind nemzetiség, mind pedig vallás tekintetében katolikusnak mondó moldvai alattvalók, akiket Nagy István hozott ide Mátyás, Magyarország királya fölött aratott győzelme után, és adományozott főembereinek. A Cantemir család Roman körzetbeli Forrófalva nevezetű jelentős falujában a több mint kétszáz családnyi lakos mind katolikus vallású, és ősrégi kőtemplomuk van."
"A magyarok, akik a római vallást követik, ehhez és az ősi nyelvükhöz ragaszkodóbbnak bizonyultak, de mindnyájan ismerik a moldvai nyelvet is.“

## Fő művei
- Divanul sau gâlceava înțeleptului cu lumea, 1698 (A díván avagy a bölcs vitája a világgal)
- Istoria ieroglifică, 1703–1705 (Hieroglifikus történelem)
- Hronicul vechimei a roman-moldo-vlahilor, 1719–1722 (A románok – moldvaiak – oláhok régmúltjának története)
- Incrementa atque Decrementa Aulae Otomanicae 1714–1716 (A török birodalom növekedése és csökkenése)
- Descriptio Moldaviae, 1714–1716 (Moldva leírása)

## Magyarul
- Moldva leírása; ford. Köllő Károly, Cselényi Béla, Debreczeni József, bev. Cselényi Béla; Kriterion, Bukarest, 1973

## Külső hivatkozások
- Román teológusok lexikona
- Cantemir-család